# Alxasaurus
Az Alxasaurus (nevének jelentése 'Alxa-gyík', a belső-mongóliai Alxa-sivatag neve és az ógörög σαυρος / szaürosz szó összetételéből) a therizinosauroidea theropoda dinoszauruszok egyik neme, amely a kora kréta korban élt Belső-Mongólia területén. A Therizinosauroidea öregcsalád legkorábbi ismert tagja, de ennek ellenére már a későbbi rokonaira jellemző testfelépítéssel – hosszú nyakkal, rövid farokkal és a mellső lábán hosszú karmokkal – rendelkezett. Csoportja más tagjaihoz hasonlóan két lábon járó növényevő volt, a növényi anyagok megemésztéséhez szükséges nagy bélrendszerrel. Több példánya is ismert, melyek közül a legnagyobb hossza meghaladta a 3,8 métert.

## Felfedezés és elnevezés

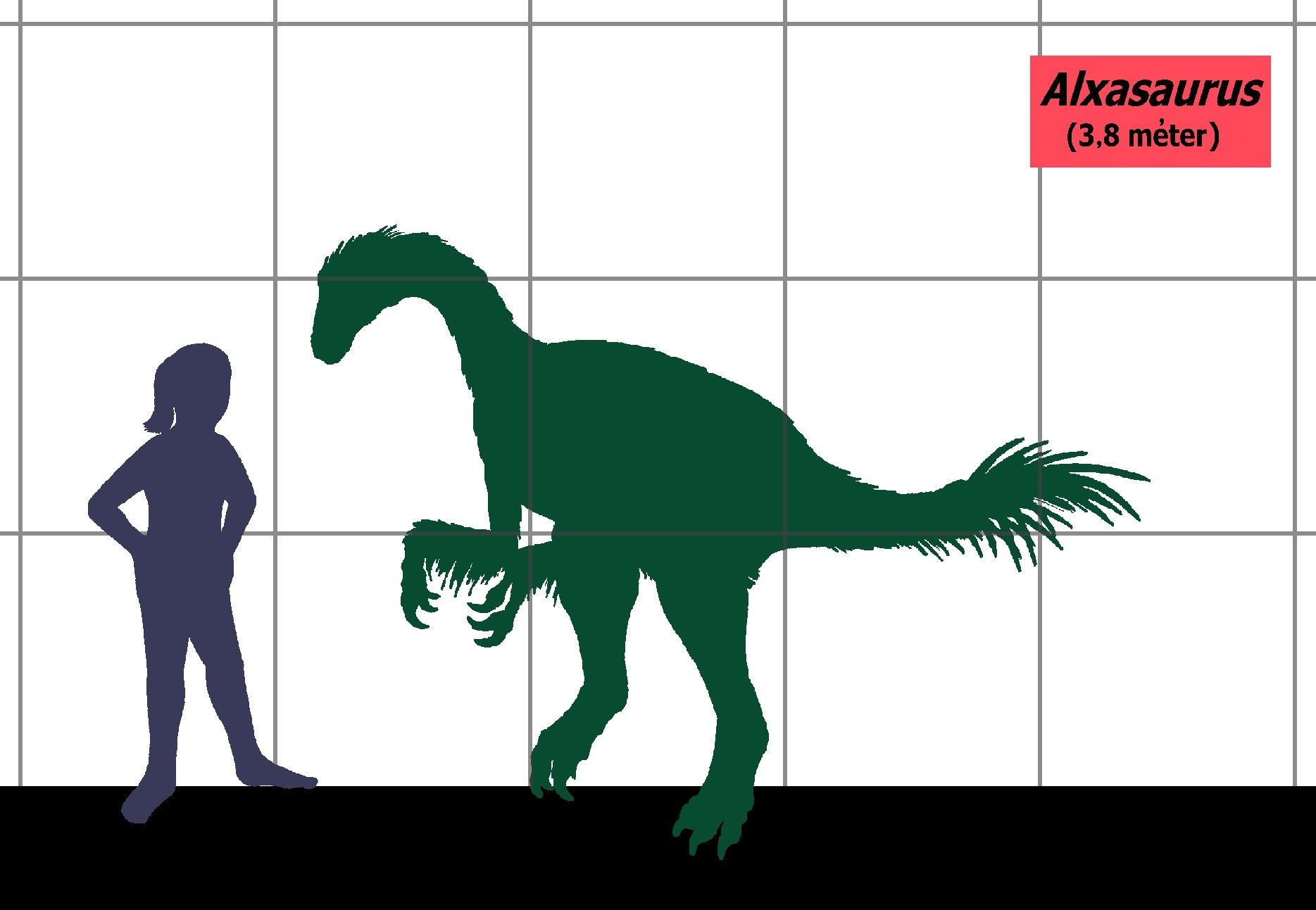
Az Alxasaurus és az ember méretének összehasonlítása

Ez az állat volt a kanadai őslénykutató Dale Russell és kínai kollégája Dong Zhiming (Tung Cse-ming) által leírt és elnevezett első dinoszaurusz, melynek leírása 1993-ban jelent meg. Bár ezt a cikket a Canadian Journal of Earth Sciences 1993-as kötetének utolsó száma tartalmazta, valójában csak 1994 első heteiben jelent meg, így egyes források ezt az évet tüntetik fel a publikálás éveként.
Az Alxasaurus neve az Alashan néven is ismert belső-mongóliai Alxa-sivatag neve és az ógörög σαυρος / szaürosz ('gyík') szó összetételéből származik. Az Alxa (avagy Alashan) a Kína belső-mongóliai részén fekvő egyik közigazgatási egység neve is egyben. Az egyetlen ismert faj (az A. elesitaiensis) neve Elesitaira, az Alxasaurus fosszilis maradványainak lelőhelye közelében található falura utal.

## Anatómia
Öt Alxasaurus csontváz került elő a belső-mongóliai Bayin Gobi-formációból, amely a kora kréta kor albai korszakában, 112–100 millió évvel ezelőtt keletkezett. A nemre és a fajra példaként szolgáló holotípus, amely a legnagyobb és legteljesebb az öt közül, az állkapocscsontból, fogakból, lábcsontokból, bordákból, csigolyákból, köztük az öt keresztcsontból és az első tizenkilenc farokcsigolyából áll. A csontvázak együtt bemutatják a csontváz elemeinek többségét, a koponyát leszámítva.
Bár a test és a fogak formáján több therizinosauroidea jellemző is megfigyelhető, az Alxasaurus csontváza a szokványos theropodák több tulajdonságával is rendelkezik, az állat felfedezése pedig fontos bizonyítékkal szolgált arra, hogy a therizinosauroideák rendhagyó theropodák voltak. A félholdas csuklócsont csak a maniraptora theropodáknál, az oviraptorosaurusoknál, a dromaeosauridáknál, a troodontidáknál és a madaraknál található meg, Az azóta felfedezett bazálisabb therizinosauroideák, mint a Falcarius és a tollas Beipiaosaurus több theropoda jellemzővel rendelkeztek, és segítettek e nézet megszilárdításában. Az Alxasaurusról jelenleg azt gondolják, hogy a korai Beipiaosaurus és a későbbi therizinosauroideák, az Erlikosaurus, a Segnosaurus és a Therizinosaurus között helyezkedik el.

### Fordítás
Ez a szócikk részben vagy egészben az Alxasaurus című angol Wikipédia-szócikk ezen változatának fordításán alapul.  Az eredeti cikk szerkesztőit annak laptörténete sorolja fel. Ez a jelzés csupán a megfogalmazás eredetét és a szerzői jogokat jelzi, nem szolgál a cikkben szereplő információk forrásmegjelöléseként.